# Маркин, Владимир Владимирович
Владимир Владимирович Маркин (род. 4 марта 1979, Москва) — российский художник и ювелир.

## Биография
В 1997 году окончил Московскую детскую художественную школу № 1 им. В. Серова (ДХШ Серова) под руководством Е. В. Лапина. Продолжил обучение на кафедре художественной обработки металла в Московской государственной художественно-промышленной академии им. С. Г. Строганова.
С 1999 года работал ювелиром в Carrera y Carrera и других крупных ювелирных компаниях.
Сегодня Владимир Маркин — Лауреат Молодёжной Премии «Триумф», конкурса ювелирного искусства «Россия. XXI век» Гохрана России, член Московского Союза Художников, Международного Художественного Фонда, а также создатель ювелирной лаборатории «M-A-R-K-I-N».
В конце 2016 года Владимир Маркин покинул одноимённую компанию и начал работу над самостоятельным проектом.

## Галерея

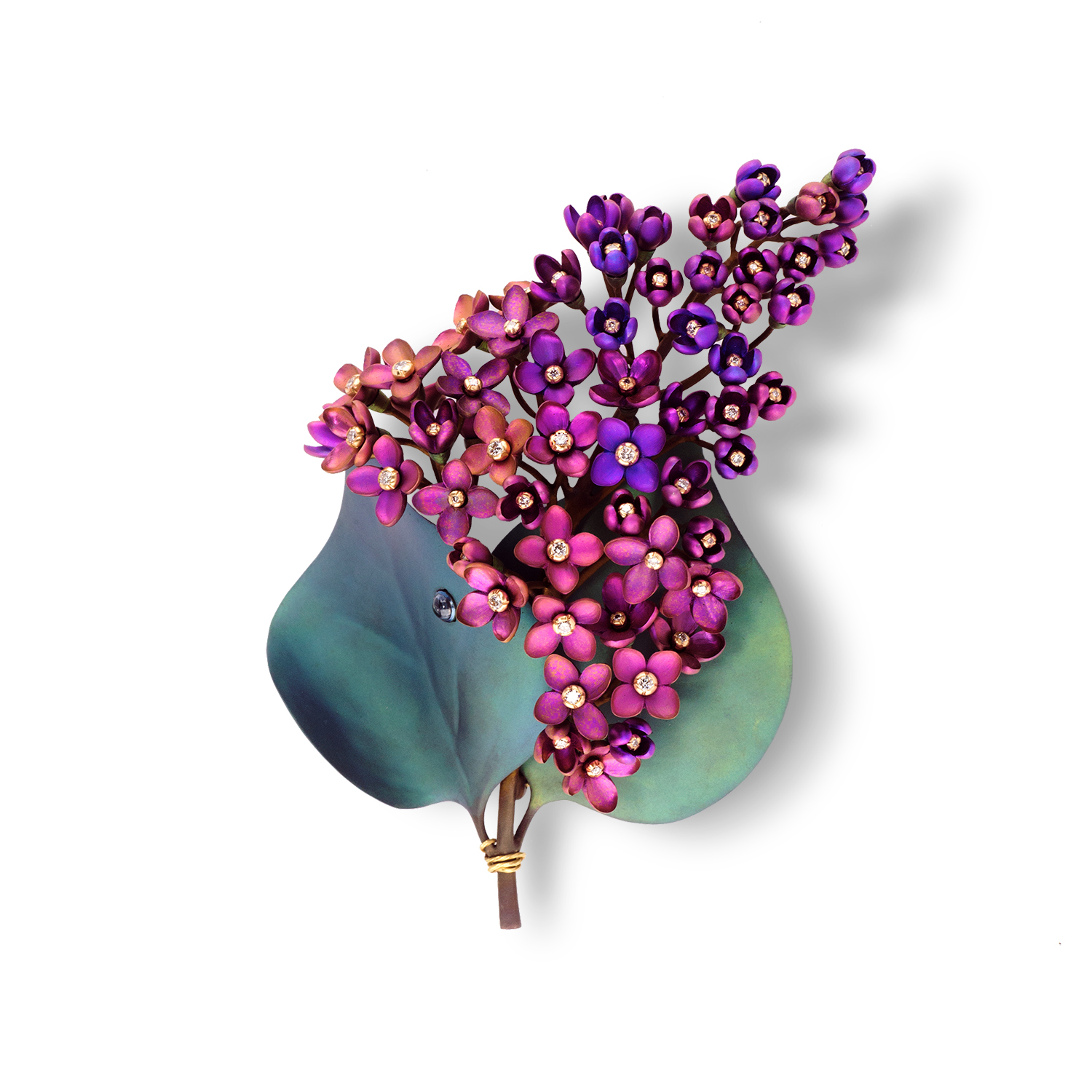
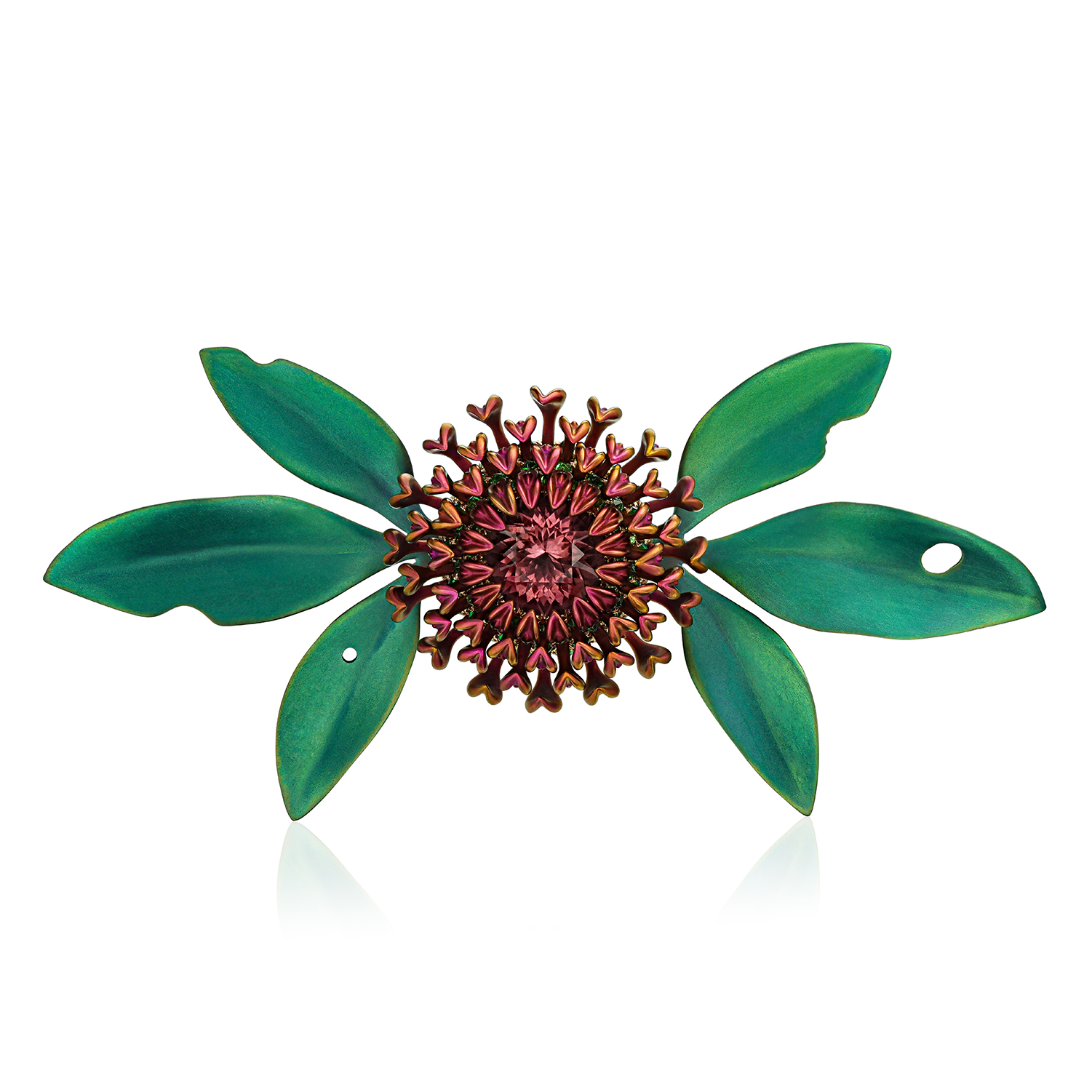
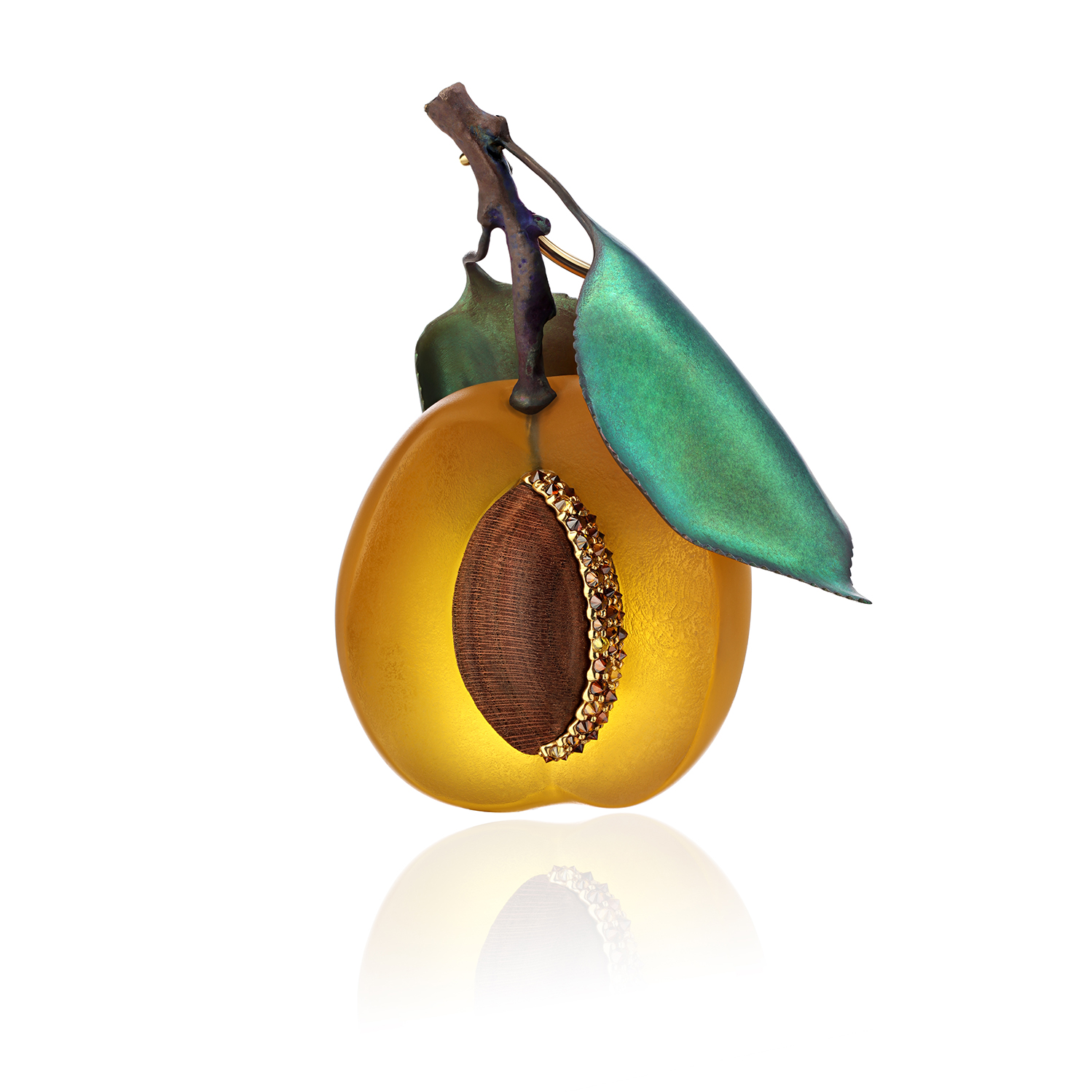
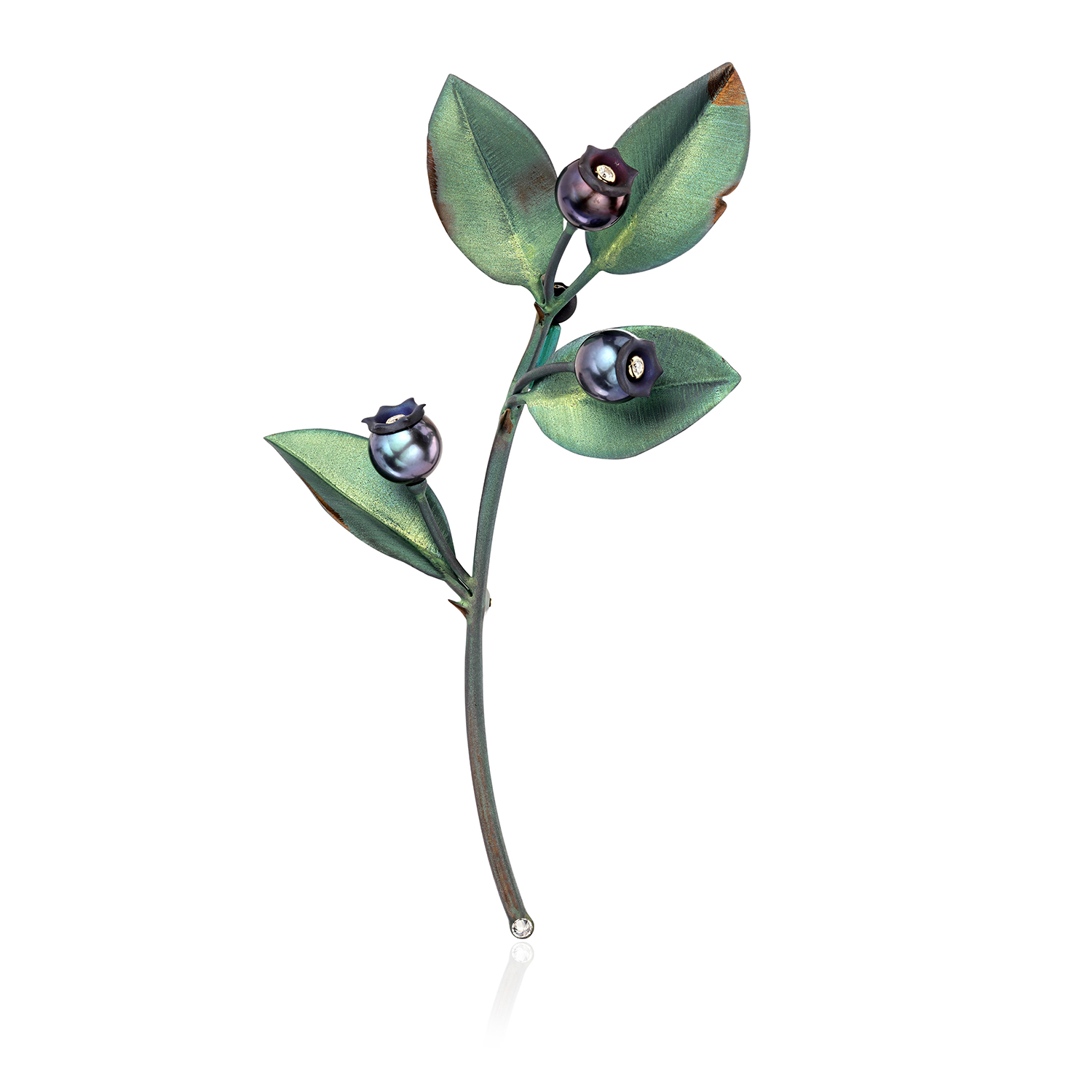
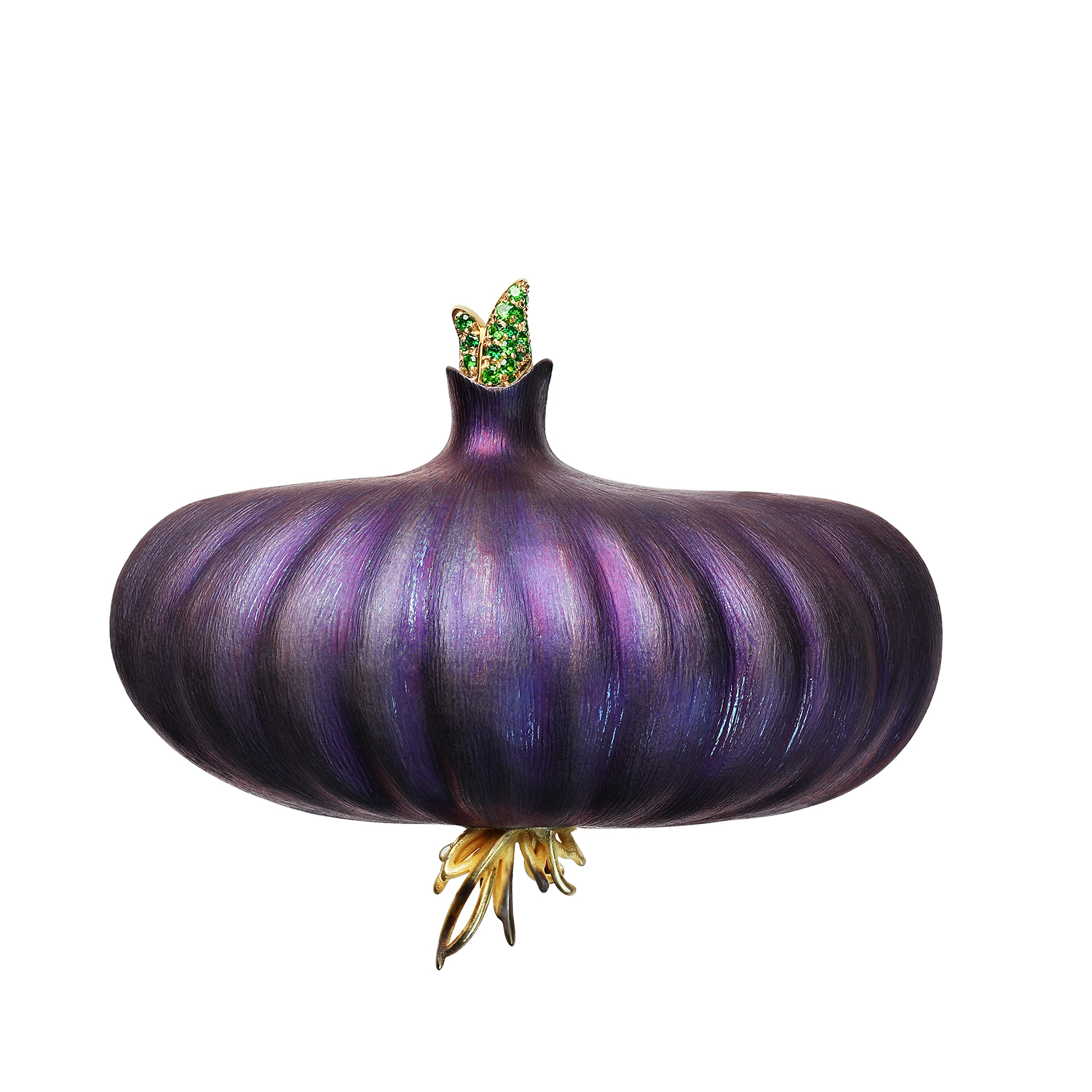
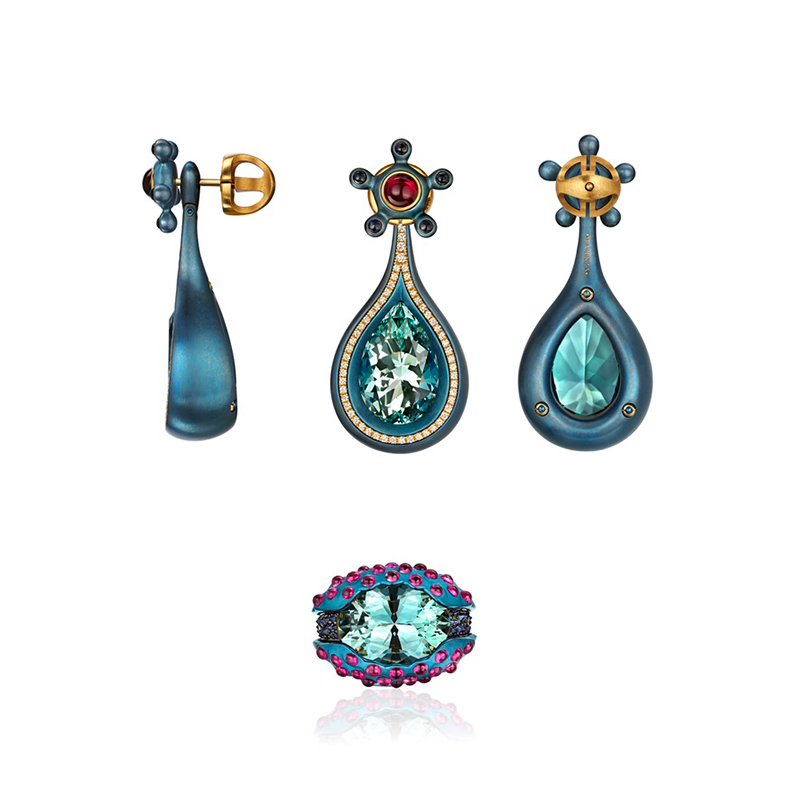
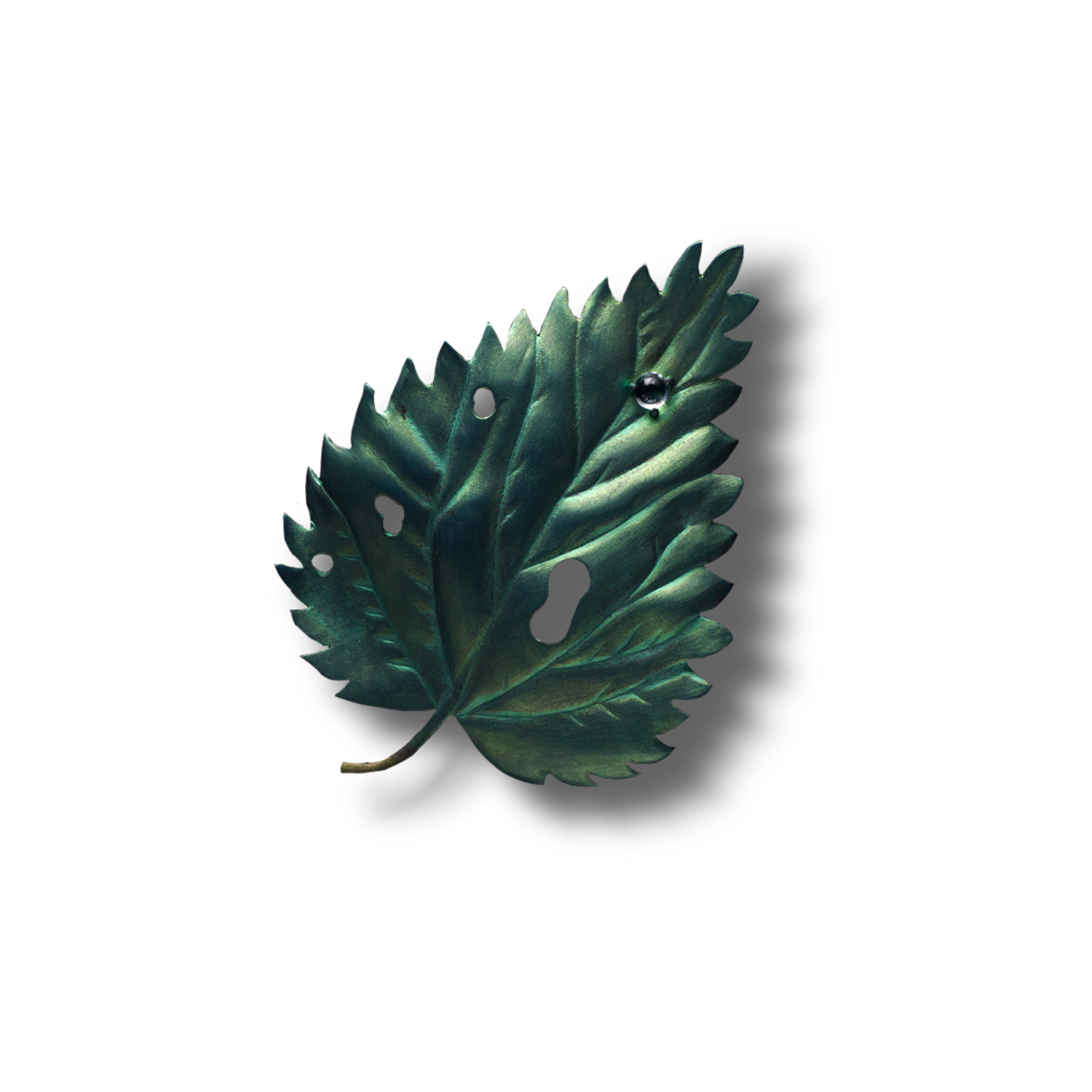
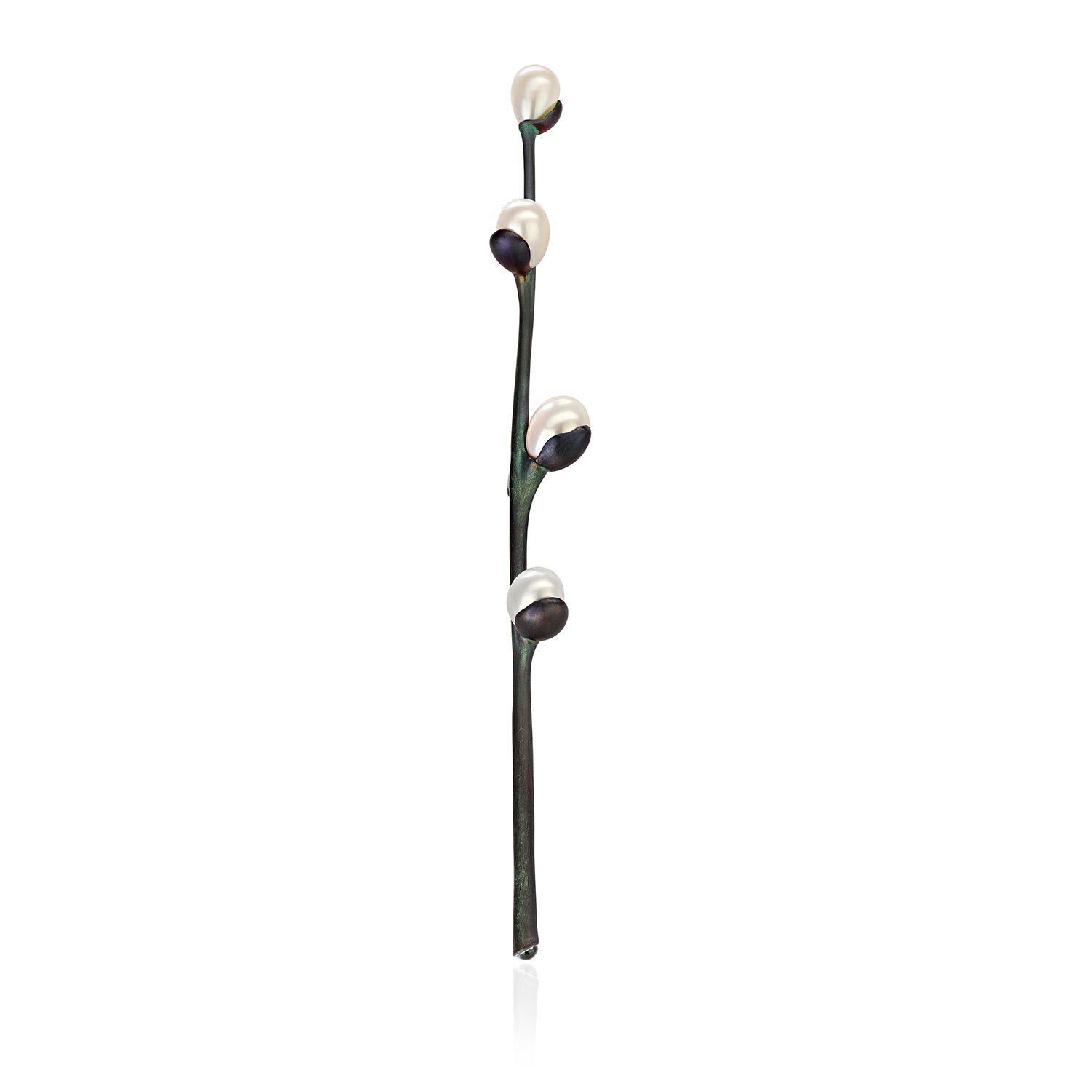
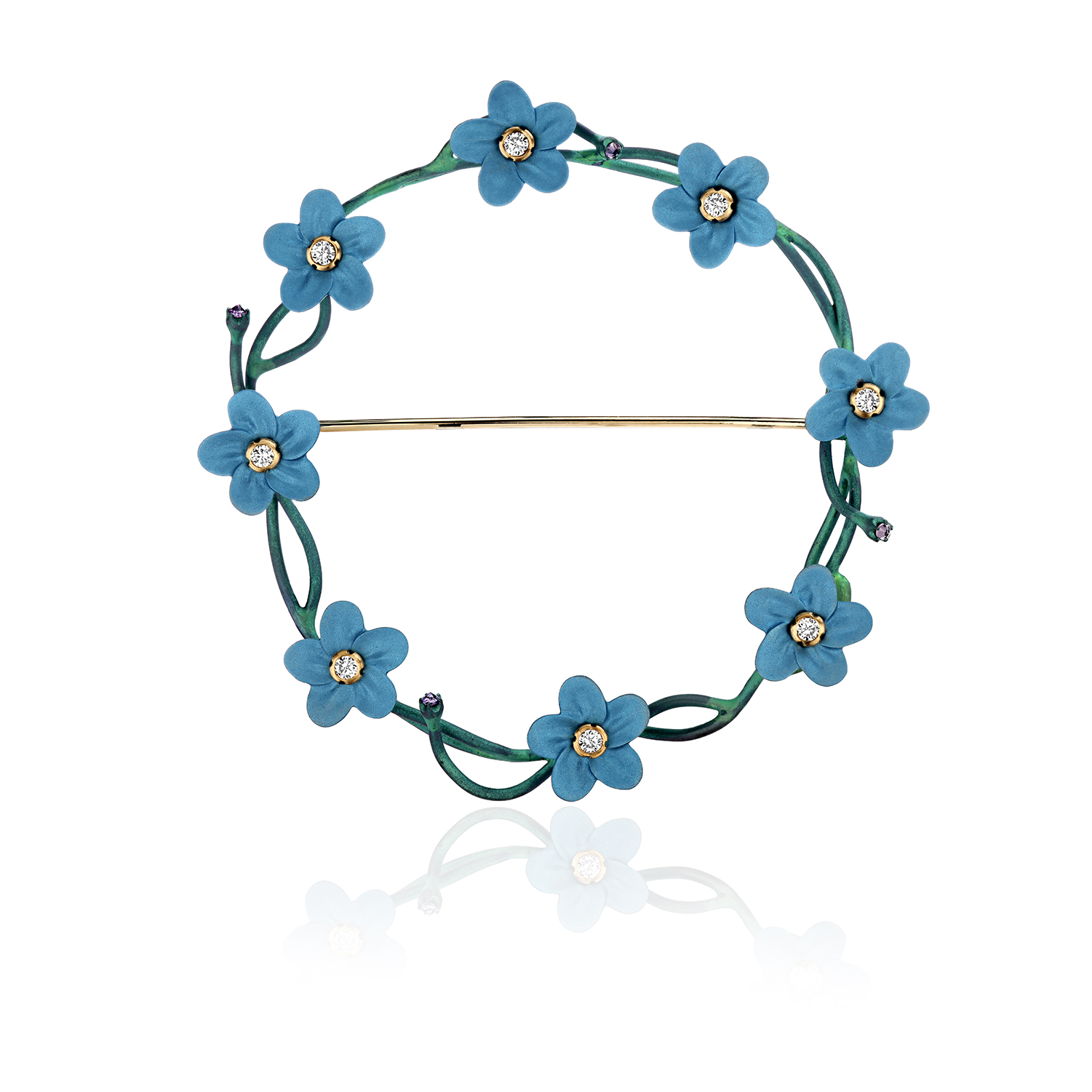
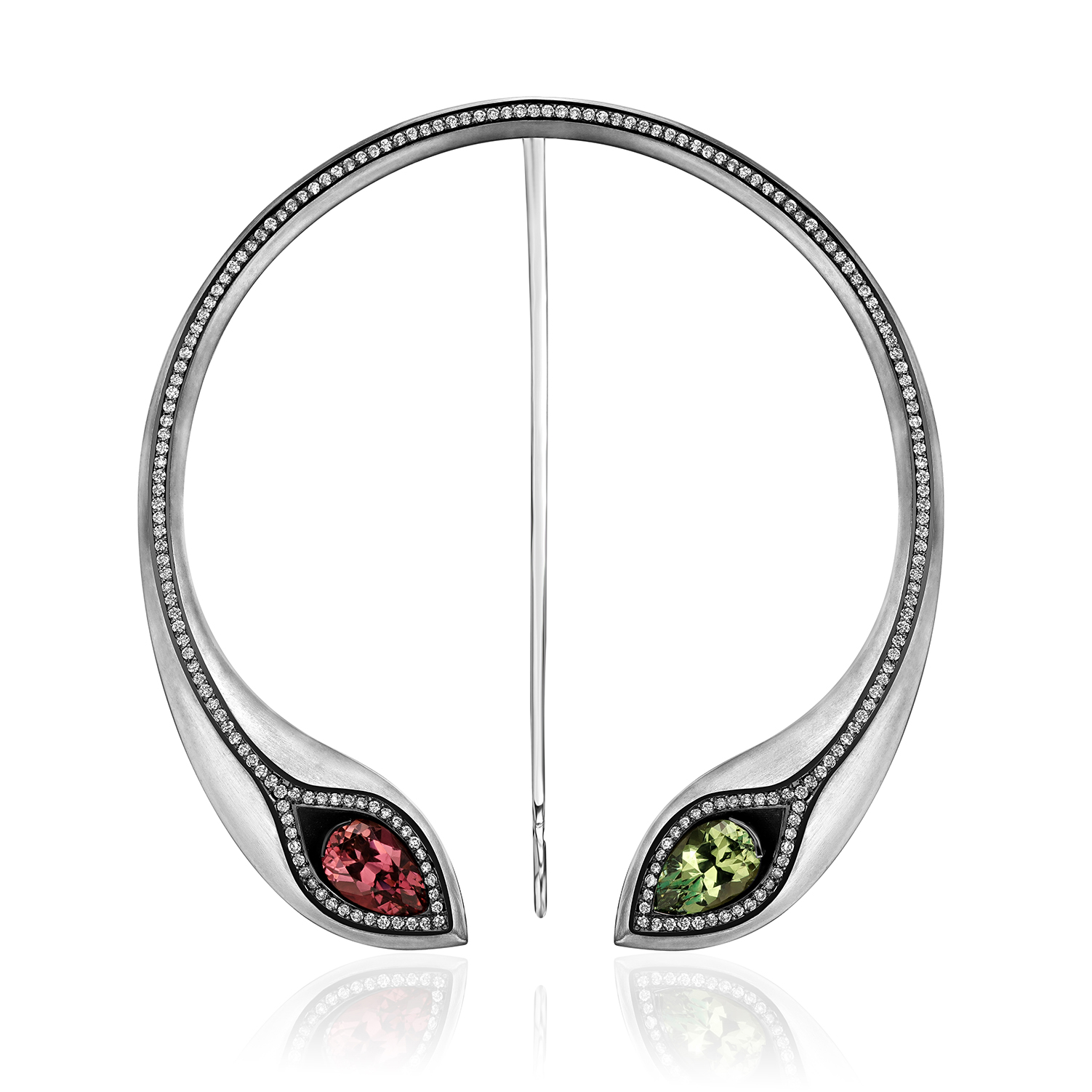
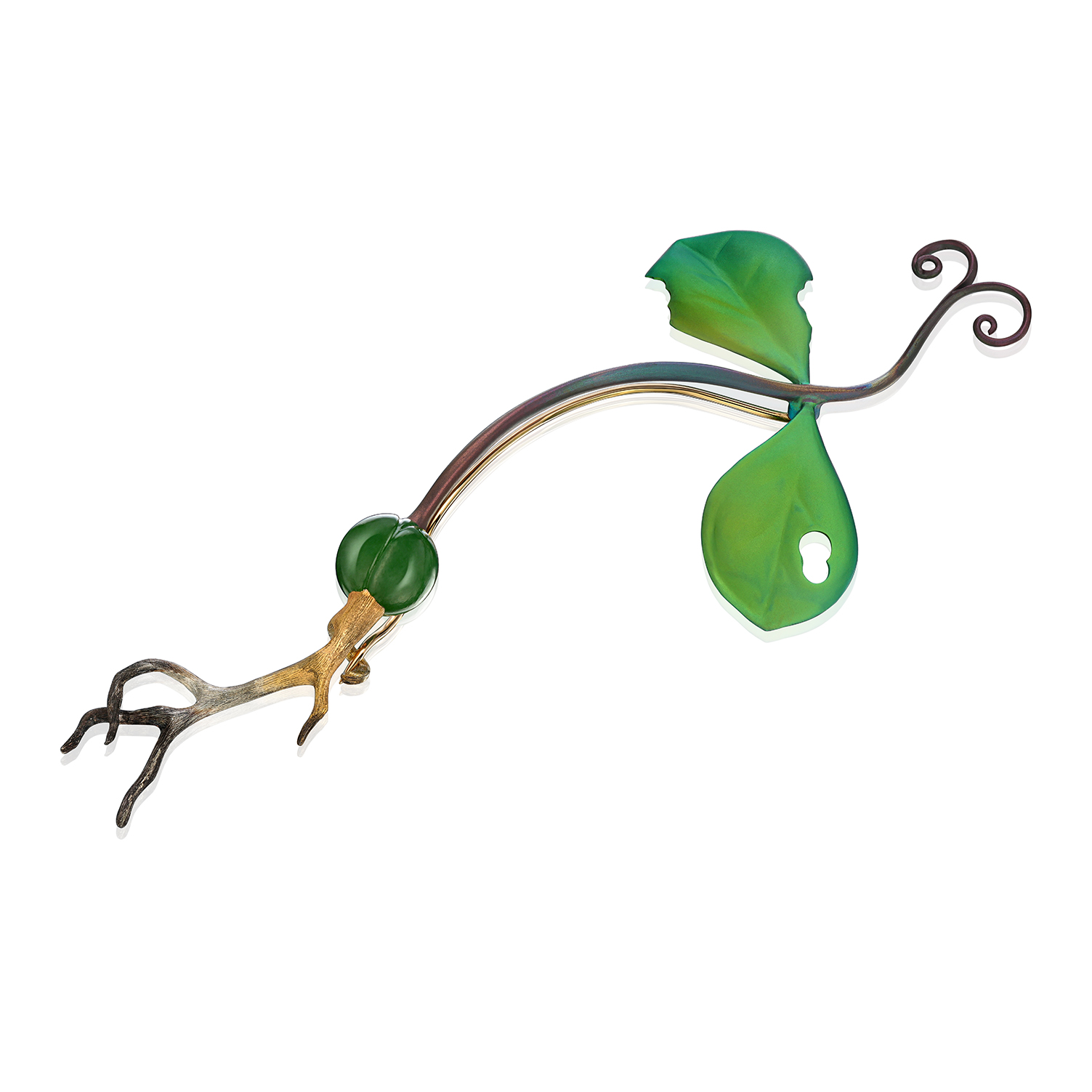
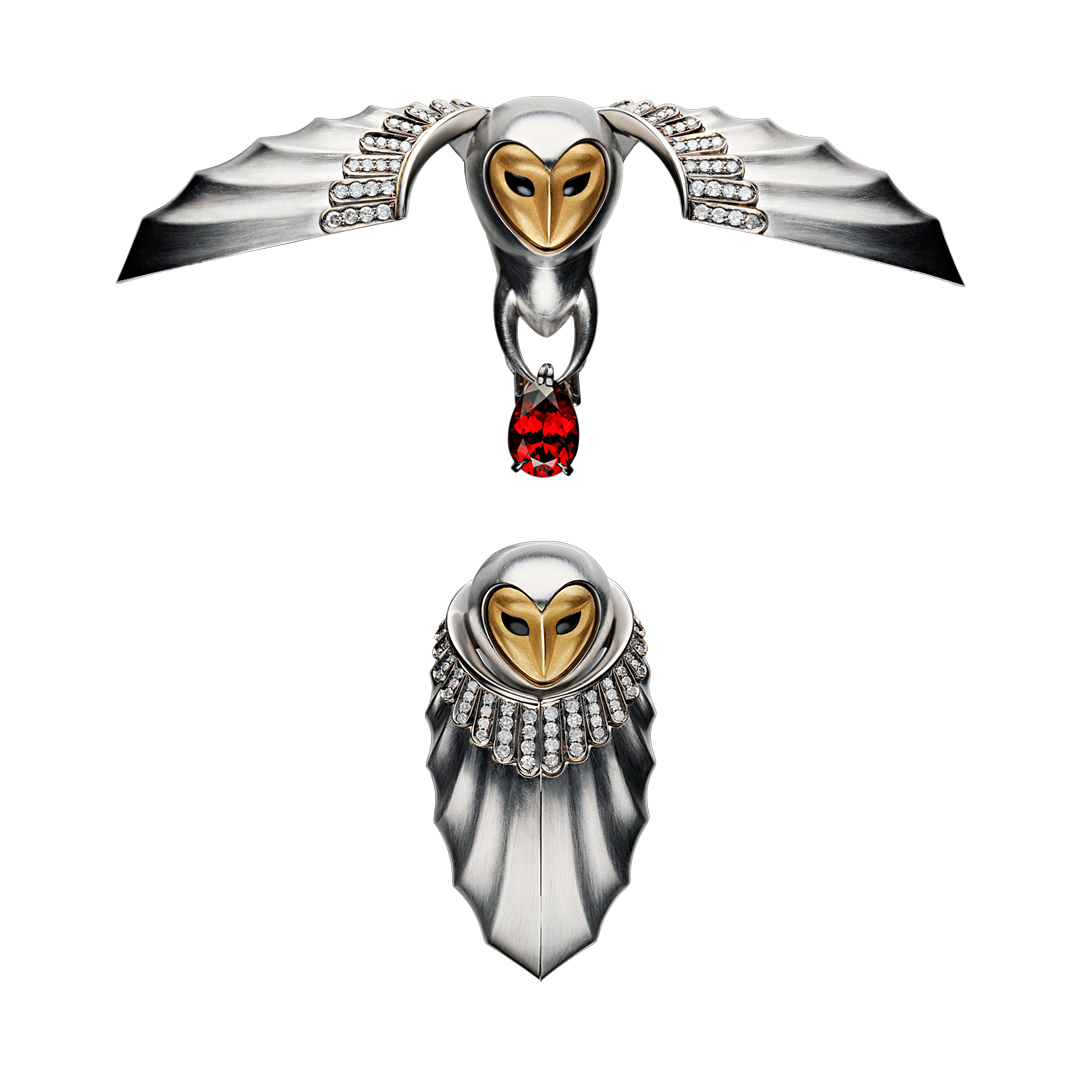
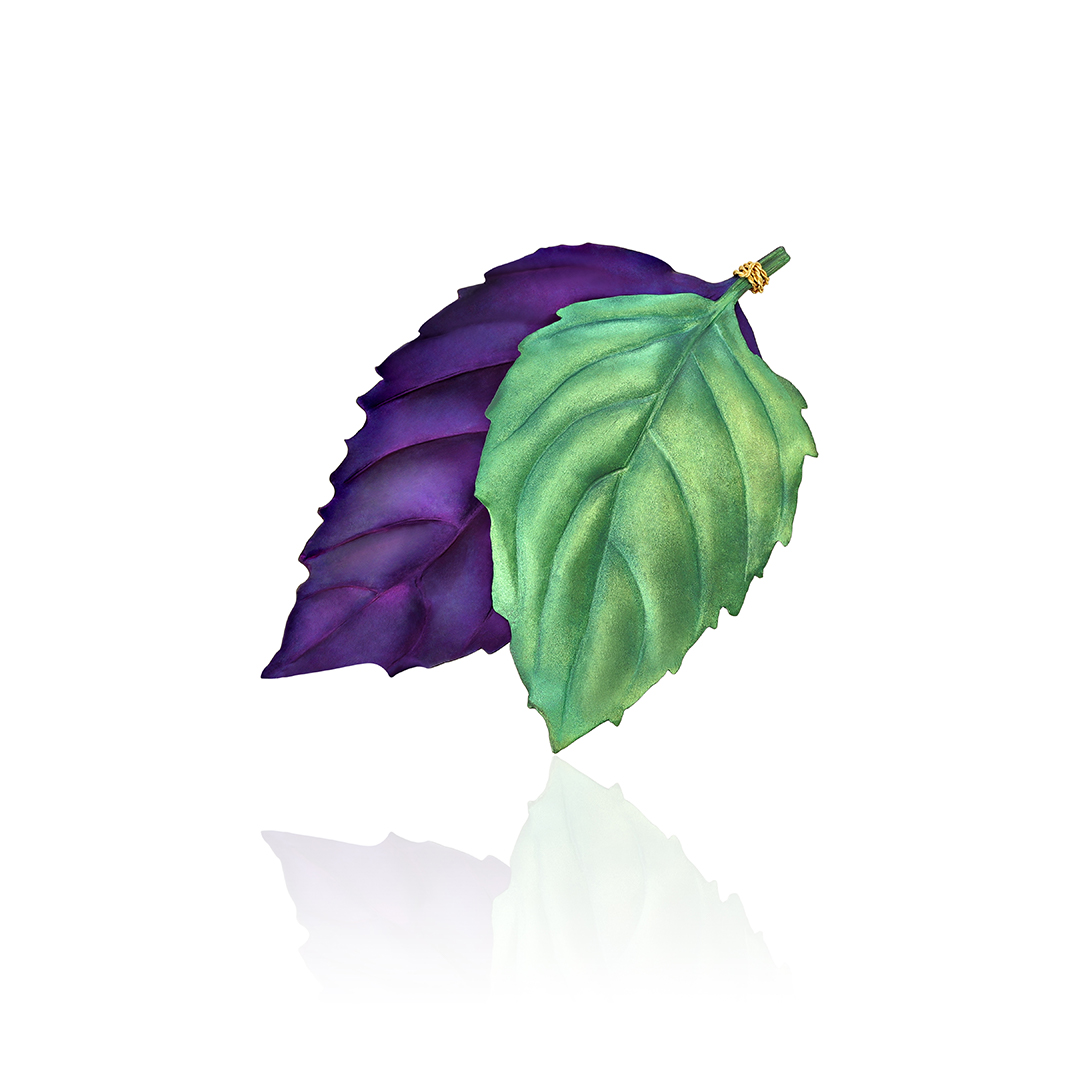
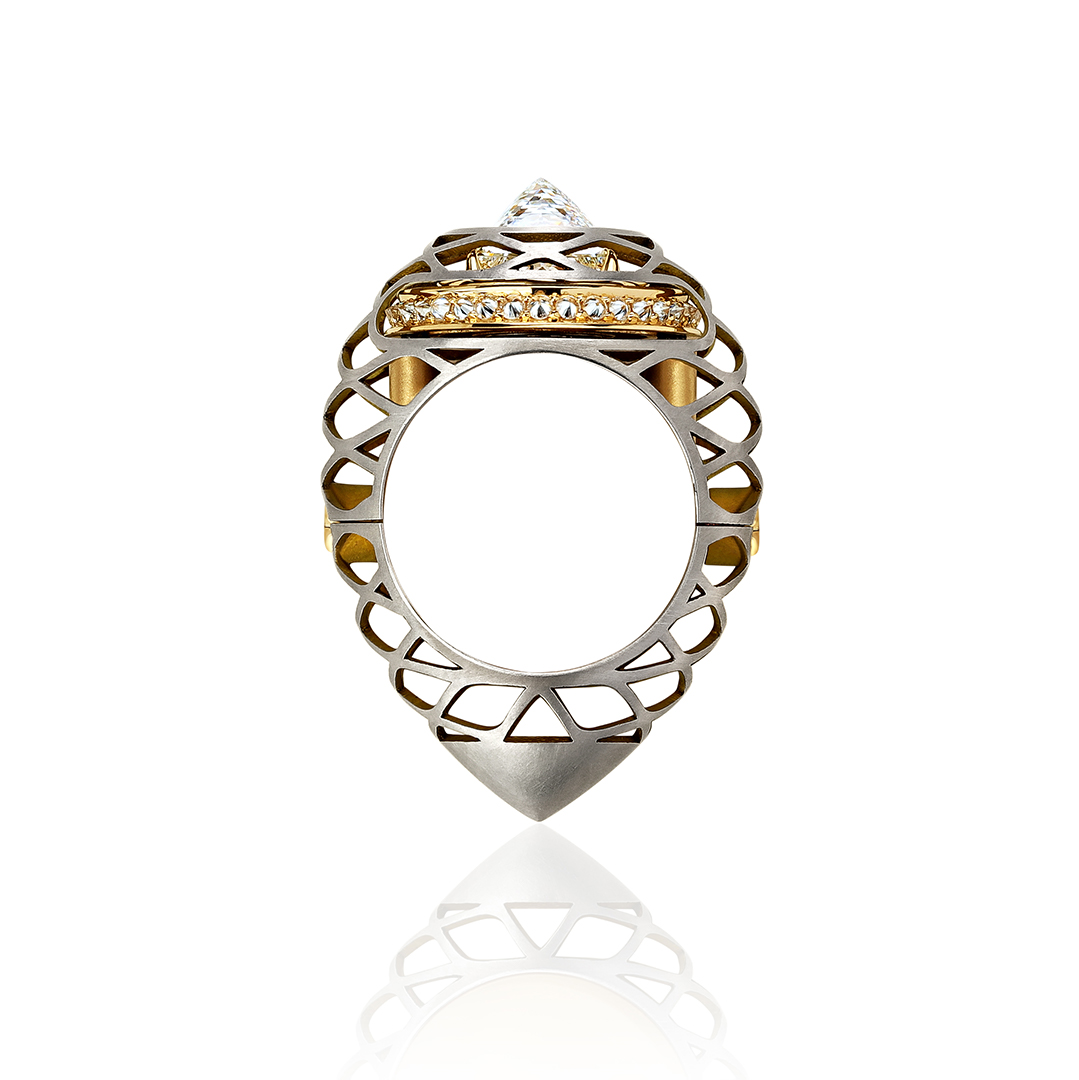